# Paul Westbury
Paul Westbury (* 1969) ist ein britischer Bauingenieur.
Westbury studierte Bauingenieurwesen an der Universität Cambridge (Jesus College) mit dem Bachelor-Abschluss mit Bestnoten 1991 und war ab 1991 beim Ingenieurbüro Buro Happold zunächst als Trainee. 1993 erhielt er seinen Master-Abschluss in Cambridge. 1996 gründete er die Special Structure Group im Buro Happold für ungewöhnliche Designprojekte. 1995 bis 2000 war er Projektingenieur beim Millennium Dome (The O2). Außerdem war er 1998/99 für die Prüfung des Entwurfs des Olympic Superdome für die Olympischen Spiele in Sydney zuständig. 2000 wurde er bis dahin jüngster Partner und Direktor im Buro Happold, ab 2008 die Aktivitäten außerhalb Großbritanniens koordinierte und 2011 Chief Executive Officer wurde. 2014 wurde er technischer Direktor von Laing O’Rourke.
Er spezialisierte sich auf Sporthallen. Zu seinen Projekten zählen das Emirates Stadium des FC Arsenal, die Erneuerung der Ascot Rennstrecke, für Oval Lingotto (Eisschnellaufarena, Olympische Winterspiele 2006 Turin). 2003/04 war er von der Ingenieursseite her für die allgemeine Planung der Londoner Bewerbung für die Olympischen Spiele 2012 zuständig.
2012 erhielt er die Goldmedaille der Institution of Structural Engineers, deren Fellow er seit 2004 ist. Er ist Fellow der Royal Academy of Engineering (2003), der Royal Society for Arts, Manufacture and Commerce und der Institution of Civil Engineers (2002) und CBE (2013). 1999 erhielt er den MacRobert Award der Royal Academy of Engineering für seine Führungsrolle am Millennium Dome und 2008 deren Silbermedaille. Außerdem erhielt er den Queen Elizabeth Prize for Engineering.